# Campanário (Minas Gerais)
Pour les articles homonymes, voir Campanário.
Campanário est une municipalité brésilienne de l'État du Minas Gerais et la microrégion de Governador Valadares.